# Eleiko

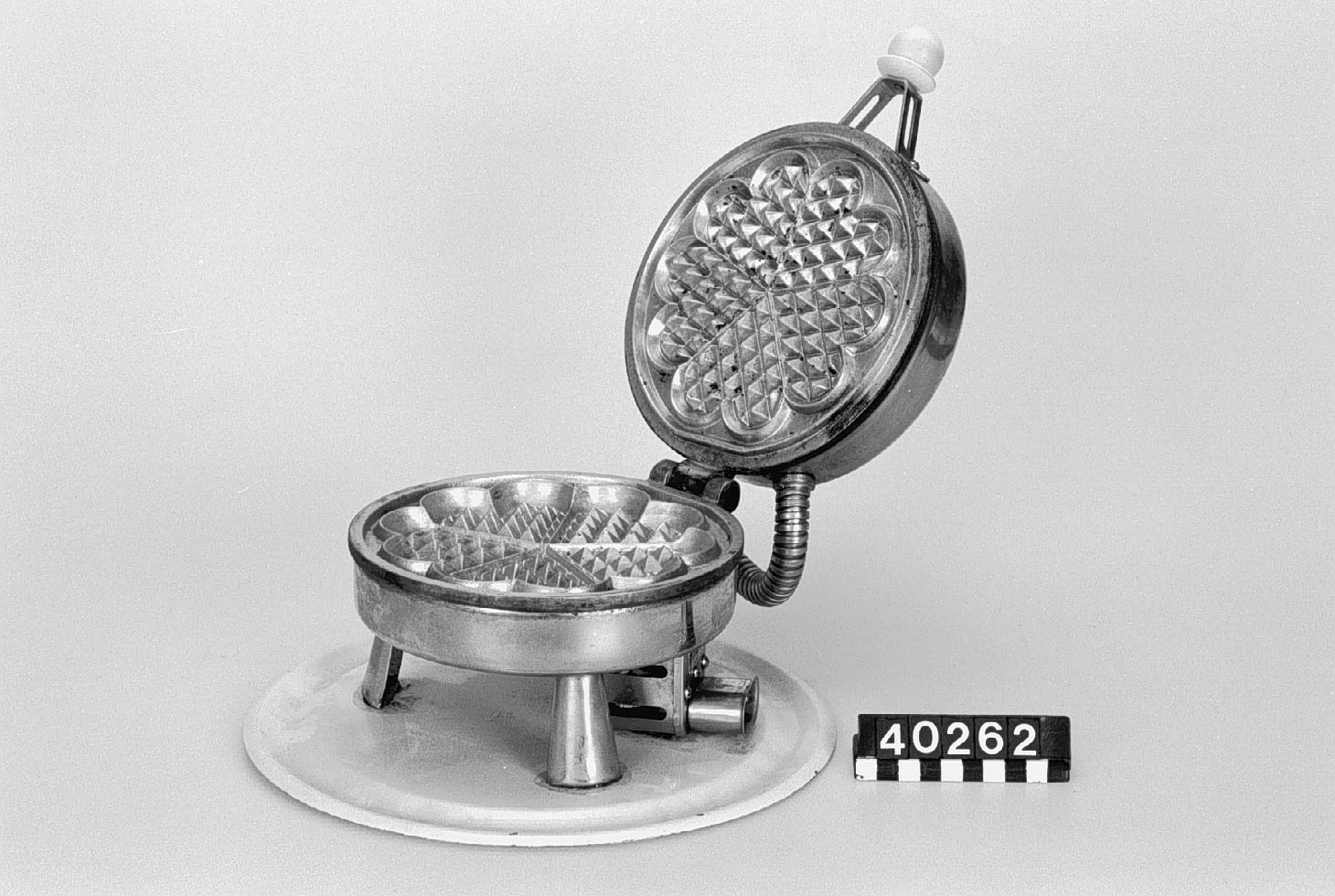
Våffeljärn från Eleiko

Eleiko, Eleiko Group AB, är ett svenskt företag som tillverkar och säljer tyngd- och styrkelyftsutrustning samt andra träningsredskap. Eleiko omsatte år 2020 över 377 miljoner kronor.
Företaget är numera mest känt för sina viktskivor och skivstänger, som sedan år 1963 har använts av det internationella tyngdlyftningsförbundet (IWF) i världsmästerskapen i tyngdlyftning. Företaget grundades i Halmstad, där huvudkontoret än i dag (år 2025) är beläget.

## Allmän historia[3]
Företaget grundades år 1926 som Elektromekaniska verkstaden Eleiko av elinstallatören Algot Johansson (1899–1950). Man sysslade inledningsvis med elektriska installationer, reparationer av elmotorer och tillverkning av elektriska spisar.
På 1930-talet växte verksamheten och spisarna blev en betydande artikel. Parallellt med dem tillverkades värmeskåp, transformatorer och olika elektriska hushållsapparater, bland dem de våffeljärn som Algot Johansson hade utvecklat och som senare skulle bli en välkänd Eleikoprodukt. Härutöver fortgick elinstallationsverksamheten i stor omfattning.
År 1950 dog Algot Johansson plötsligt under en affärsresa till Storbritannien, och hans hustru Tyra Johansson (1906–1998) tog över ledningen av företaget. Hon hade inledningsvis problem med bolagets bank som inte trodde på henne och ville förmå henne att sälja rörelsen. Banken vägrade att lämna henne den kredit hon behövde och hon fick förlita sig på privata lån för att klara finansieringen genom det första kritiska året.
Året därpå – 1951 – försvann de elektriska installationerna ur företaget när den ansvarige förmannen för verksamheten sade upp sig och tog med sig flera av de anställda. År 1952 ändrades företagets namn till Elektromekaniska Fabriken Eleiko, samtidigt som ett nytt bolag bildades under namnet Eleiko, dit de verksamheter flyttades som inte bestod av tillverkning av hushålls- och restaurangmaskiner. 
Under 50-talet expanderade produktionen och utöver våffeljärnen fanns i sortimentet elektriska radiatorer, grillar, strålkaminer, värmehällar och kokplattor. En ny produkt som utvecklades och tillverkades under några år var en med kylarvatten uppvärmd traktorsits. Företaget bedrev också legoproduktion för andra företag, bland annat AB Volvo.
År 1957 tillkom den mest kända nya produkten, nämligen en skivstång i specialstål. Bakgrunden var att Tyra Johansson hade antagit ett erbjudande om att få köpa ett litet företag i Knäred, som tillverkade skivstänger. Ägaren till företaget anställdes som förman vid Eleiko och var den som kom att utveckla styrkelyftningssortimentet.
År 1960 tillfördes företaget ytterligare en produktgrupp. Det året inleddes tillverkningen av lock till en sopsäckskarusell för användning i flerbostadshus och på sjukhus som hade utvecklats av ett annat Halmstadföretag. Sedermera tog Eleiko över tillverkningen och försäljningen av karusellerna och soprumsprodukter blev en viktig verksamhetsgren som länge svarade för hälften av företagets omsättning.
År 1963 började Eleiko, i samarbete med Bonniers, att tillverka förpackningsutrustning för bland annat pinnglassar och dambindor.
Familjen Johansson sålde företaget år 1983 som därefter styckades upp. Den elektriska delen övertogs av Samhall, sportutrustningen av Lennart Blomberg och soprumsartiklarna av ett bolag ägt av Carl Bennet.

## Eleiko och tyngdlyftningen
En man vid namn Hellström var amatörtyngdlyftare och förman vid Eleiko. Han stötte på samma problem som många andra tyngdlyftare gjorde vid tiden, nämligen att skivstänger böjdes och gick sönder eftersom stålet i dem var undermåligt. Hellström ville producera en stång i seghärdat kromnickelstål: samma slags stål som Eleiko använde i sina våffeljärn. Skivstångens lättring gjordes dessutom i samma mönster som våffeljärnen.
Eleikos skivstång introducerades vid världsmästerskapen i tyngdlyftning i Stockholm 1963, där den gjorde stort intryck på tyngdlyftningsvärlden. Det var den första skivstången någonsin som hållit under en hel tävling och flexibiliteten var något som man aldrig hade beskådat innan. Eleiko blev snabbt en världssuccé och ändrade förutsättningarna för både branschen och sporten. Under tävlingen satte den polska tyngdlyftaren Marian Zielinski världsrekord, det första världsrekordet som satts med en Eleiko skivstång. Fyra år efter introduktionen av skivstången träffade en Eleiko-anställd en tyngdlyftare som använde sig av gummidäck runt sina viktskivor för att reducera ljud och skador. Eleiko påbörjade då ett samarbete med en närliggande gummifabrik och skapade de första viktskivorna med gummiöverdrag, så kallade "bumper plates". De nya viktskivorna, kombinerades med andra framsteg och innovationer som exempelvis kullager i skivstängerna som kom att förbättra både resultat och säkerhet.
År 1969 certifierades Eleiko av IWF) som sedan dess har försett över 40 världsmästerskap samt hundratals andra kontinentala och regionala mästerskap och tävlingar med utrustning. Eleiko har dessutom varit delaktiga i och sponsrat fem olympiska spel, där de försett grenen olympisk tyngdlyftning med bland annat skivstänger, viktskivor och plattformar. Eleiko är dessutom sedan 2009 den enda VIP-leverantören för IPF-världsmästerskapen samt sedan 2005 det föredragna varumärket inom Paralympiskt styrkelyft. Totalt har över 1 000 världsrekord slagits med en Eleiko skivstång. Det tusende världsrekordet gjordes av azerbajdzjanen Hristov Valentin i Paris 2011. Tävlande i 56 kilogram viktklassen utförde han en stöt med 154 kilogram och slog ungdomsrekordet, vilket utöver segern ledde till att han belönades "The Eleiko 1000th World Record Award".

## Nuvarande verksamhet
Det företag som i dag heter Eleiko är sedan 1990 ett familjeföretag som drivs av VD:n Erik Blomberg och hans två bröder, Hans och Rickard Blomberg. Systern Madeleine Blomberg driver tillsammans med sin sambo Eleiko i Frankrike. Erik Blomberg tog över som vd 2012 efter att fadern Lennart Blomberg avlidit i en hjärtinfarkt. Företagets inriktning har gradvis utvidgats från skivstänger och viktskivor till ett brett produktutbud med tränings- och hälsoinriktning.  Eleiko säljer dessutom tjänster och utbildningar av olika slag.
Eleiko har totalt 190 anställda och har, utöver sina svenska kontor och huvudkontoret i Halmstad, försäljningskontor i Ryssland, Storbritannien, Tyskland, Frankrike, Spanien och USA. Eleiko säljer till över 150 olika länder och företagets kundgrupp är bred. Endast fem procent av marknaden utgörs av tävlingsarrangörer, medan en fjärdedel är privatkonsumenter och resterande försäljning går till gym, idrottslag och militära kunder. År 2019 undertecknade Eleiko ett femårskontrakt med USA:s armé som gav företaget ensamrätt till distribution och försäljning av träningsutrustning till alla gym och träningsanläggningar med koppling till amerikanska armén. Dessutom har företaget blivit utvalt av amerikanska flottan att tillsammans med dem utveckla diverse träningsprogram.

### Produkter

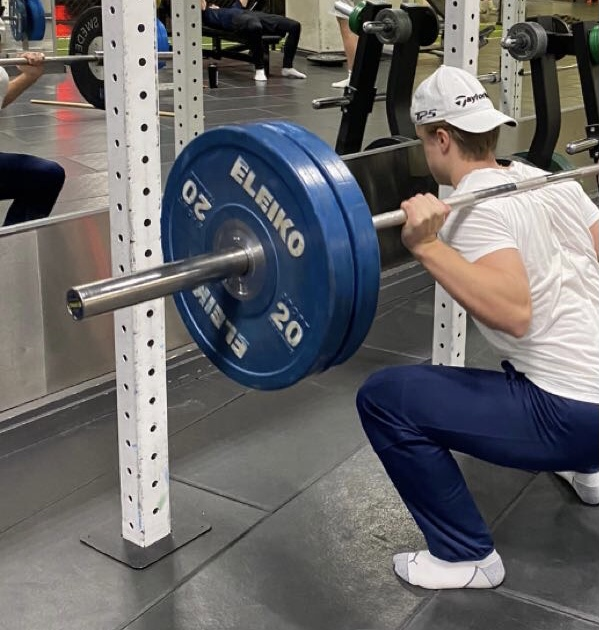
En 100 kg knäböj med en Eleiko-skivstång och Eleiko 20 kg viktskivor

Eleikos främsta produkt är deras skivstänger, men de tillverkar och säljer också viktskivor, hantlar, plattformar, ställningar, bänkar, konditionsmaskiner, styrkemaskiner, träningstillbehör, kläder och annan träningsrelaterad utrustning samt utbildningar.

#### Stänger
Alla Eleikos stänger är godkända av IWF, IPF och IPC. År 2017 lanserade Eleiko sin nya generation av skivstänger "NxG" med optimerad teknologi. Totalt säljer Eleiko 25 olika sorters stänger via sin hemsida, allt från XF teknikstänger och officiella IWF tyngdlyftningsstänger, till styrkelyftsstänger och "EZ-bar" curlstänger. Eleikos fokus på tyngdlyftningsstänger har med åren övergått till det nu bredare sortimentet av alla sorts stänger, inklusive introduktionen av en särskild stång för marklyft 2019. Stängerna säljs också i olika set och i grupp, ofta tillsammans med andra redskap såsom viktskivor.

#### Ställningar och plattformar
Eleiko har ett stort fokus på tyngdlyftningsplattformar, ställningar och ljuddämpande golv. Eleiko SVR plattformen erbjuder ljuddämpning och skademinimering för viktskivor och andra träningsredskap. Plattformen är ungefär 10 cm tjock och har en gummiblandning som ska absorbera så mycket av energin från de fallande vikterna som möjligt. Plattformarna säljs tillsammans med olika knäböjsställningar eller separat.

### Tillverkning
Varje skivstång som produceras går igenom en kvalitetssäkringsprocess. Stängerna ska klara av tryck från en hydraulisk press på uppemot 2 000 kilogram som böjer stången, där stången efteråt ska vara fortsatt rak med en felmarginal på 0,5 millimeter. Eleiko garanterar att deras stänger kan motstå upp till 215 000 PSI av tryck/kraft innan de bryts eller går sönder. Stänger som inte klarar av testningen smälts ned för att bli material till nya stänger. Eleikos viktskivor testas genom att släppas upprepande gånger från en kontrollerad höjd. Efterfrågan på Eleiko-produkter och företagets allmänna tillväxt de senaste åren har resulterat i att företaget har varit tvungna att automatisera sin produktion. Automatiseringen har genomförts tillsammans med företagen Maskingården Verktygsmaskiner AB och Ängelholms Produktionsservice AB.